# Пяткин, Георгий Иванович
Георгий Иванович Пяткин (11 февраля 1912 — 17 июня 1987) — офицер НКВД, начальник Особого отдела 1-й Ленинградской партизанской бригады.
Является действующим лицом одной из книг Юрия Германа и прототипом одного из героев снятого по книге фильма «Проверка на дорогах».

## Биография
Родился в 1912 году в деревне Ивановское Бежецкой волости Тверской губернии.
До войны работал уполномоченным НКВД в Новгороде. Член ВКП(б) с 1939 года.
В годы Великой Отечественной войны — начальник Особого отдела 1-й Ленинградской партизанской бригады, лейтенант НКВД.
Организовал и возглавил множество оперативно-боевых операций в тылу врага и операций по выявлению немецких пособников и диверсантов.
В декабре 1943 года возглавлял оперативную группу 4-го отдела УНКГБ Ленинградской области при 1-й Ленинградской партизанской бригаде при проведении операции под кодовым названием «Крах Цеппелина» по уничтожению одной из разведшкол немецкого разведцентра «Цеппелин» в местечке Печки Эстонской ССР, в ходе которой были захвачены заместитель начальника разведшколы и важные документы.
Находился на оперативной работе до полного освобождения Псковской области от немецко-фашистских захватчиков.
В апреле 1944 года назначен начальником вновь созданного Палкинского районного отделения УНКГБ по Псковской области.
В 1950 году переведён в Псков заместителем начальника городского отдела внутренних дел.
Выйдя на пенсию, работал начальником пожарной охраны на Псковском заводе автоматических телефонных станций.
Умер в июне 1987 года, похоронен в Орлецах.

## Награды
Награждён медалью «Партизану Великой Отечественной войны I степени» и Орденом Отечественной войны II степени (1985).

## Мемуары
- Пяткин Г. И. Операция без кода // «Нева»: журнал. — 1985. — № 5.
- Пяткин Г. И. «Крах „Цеппелина“»: документальная повесть. — Л.: Лениздат, 1987. — 176 с.

## В культуре
История операции «Крах Цеппелина» стала основой для повести Юрия Германа «Операция „С Новым годом!“», повесть содержит посвящение: «Чекисту Георгию Ивановичу Пяткину посвящается».

Я счастлив, что знал и знаю очень многих людей, подобных тем, о которых рассказано в этой книге. Многие из этой категории людей отличаются необыкновенной скромностью. Георгий Иванович Пяткин, которому, например, посвящена повесть «Операция „С Новым годом!“», больше всего опасался выглядеть героем, когда читал страницы о себе. «Я же как все!» — любит говорить он и по нынешний день.— Юрий Герман
В фильме «Проверка на дорогах» (1971), снятому по мотивам повести, Г. И. Пяткин выступает прототипом партизанского командира Ивана Локоткова, роль исполнил актёр Ролан Быков.

## Память
В 2012 году в Пскове на доме по адресу Октябрьский проспект, 42, в котором жил Г. И. Пяткин, установлена мемориальная доска:

В этом доме с 1954 по 1965 год жил начальник опергруппы 1 Ленинградской партизанской бригады Пяткин Георгий Иванович, организатор оперативно-боевых операций в тылу врага в 1942—1944 годах.